# Eugène-Étienne Taché
Pour les articles homonymes, voir Taché.
Eugène-Étienne Taché, né le 25 octobre 1836 à Saint-Thomas-de-Montmagny et mort le 13 mars 1912 à Québec, est un arpenteur-géomètre, fonctionnaire et un architecte québécois. Il est le fils d'Étienne-Paschal Taché, premier ministre du Canada-Uni et père de la confédération.
Il se forme au génie civil et à l'arpentage auprès de Frederick Preston Rubidge et approfondit ses connaissances en architecture auprès de Charles Baillargé en 1860 et lors d'un séjour en Europe à l'occasion de l'Exposition universelle de Paris en 1867.
Il est commissaire adjoint au département des Terres de la Couronne de la province de Québec de 1869 à sa mort en 1912.
Il est connu pour avoir dessiné les plans de l'Hôtel du Parlement du Québec, de l'ancien palais de justice (aujourd'hui l'édifice Gérard-D.-Lévesque appartenant au ministère des Finances) et du Manège militaire de Québec. Il est à l'origine de la devise du Québec Je me souviens. Il réalise une nature morte dans l'atelier de Théophile Hamel en juin 1863.
Il est le grand-père maternel de la romancière Anne Hébert,. 

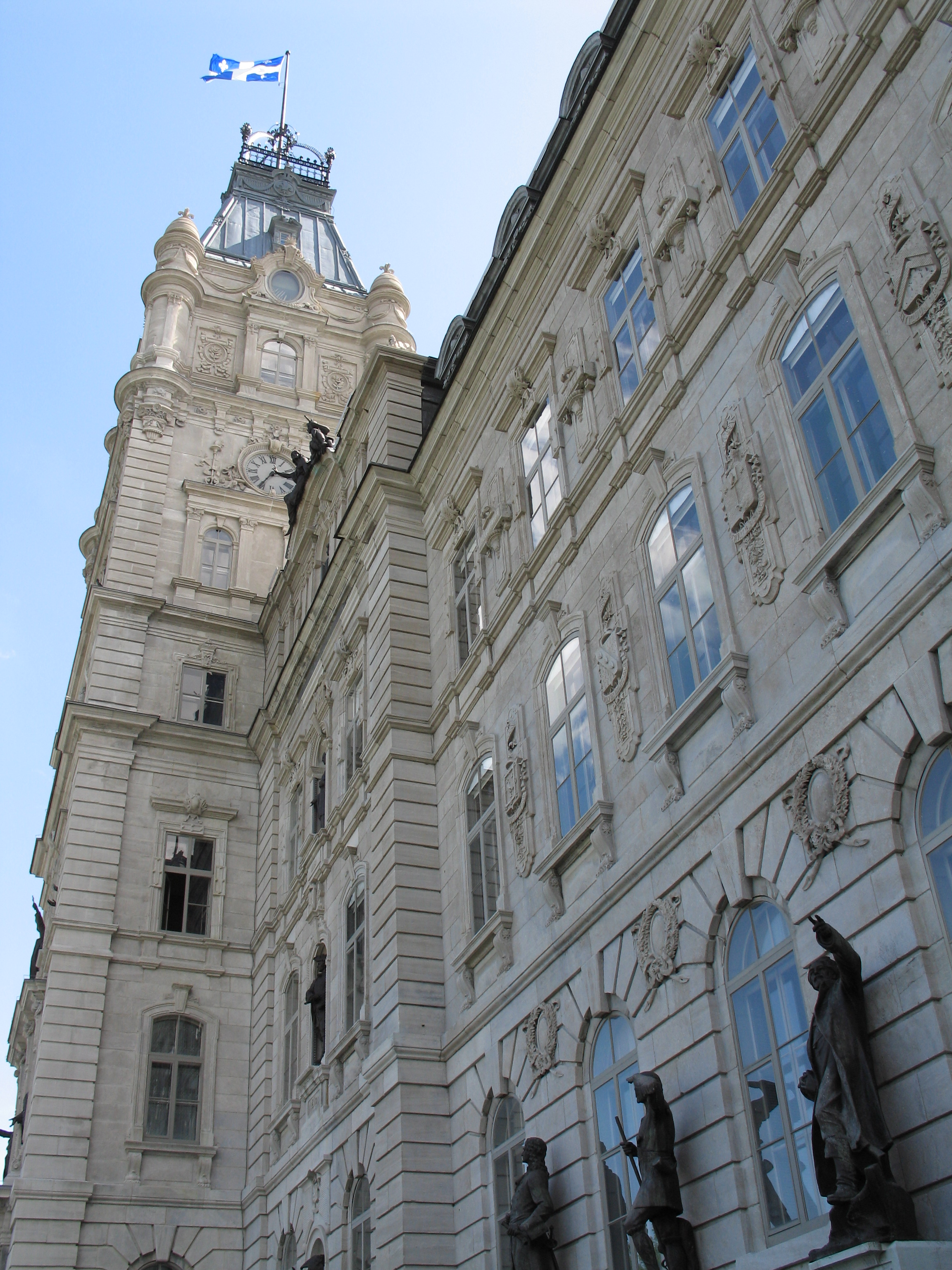
Eugène-Étienne Taché a dessiné les plans de l'Hôtel du Parlement du Québec
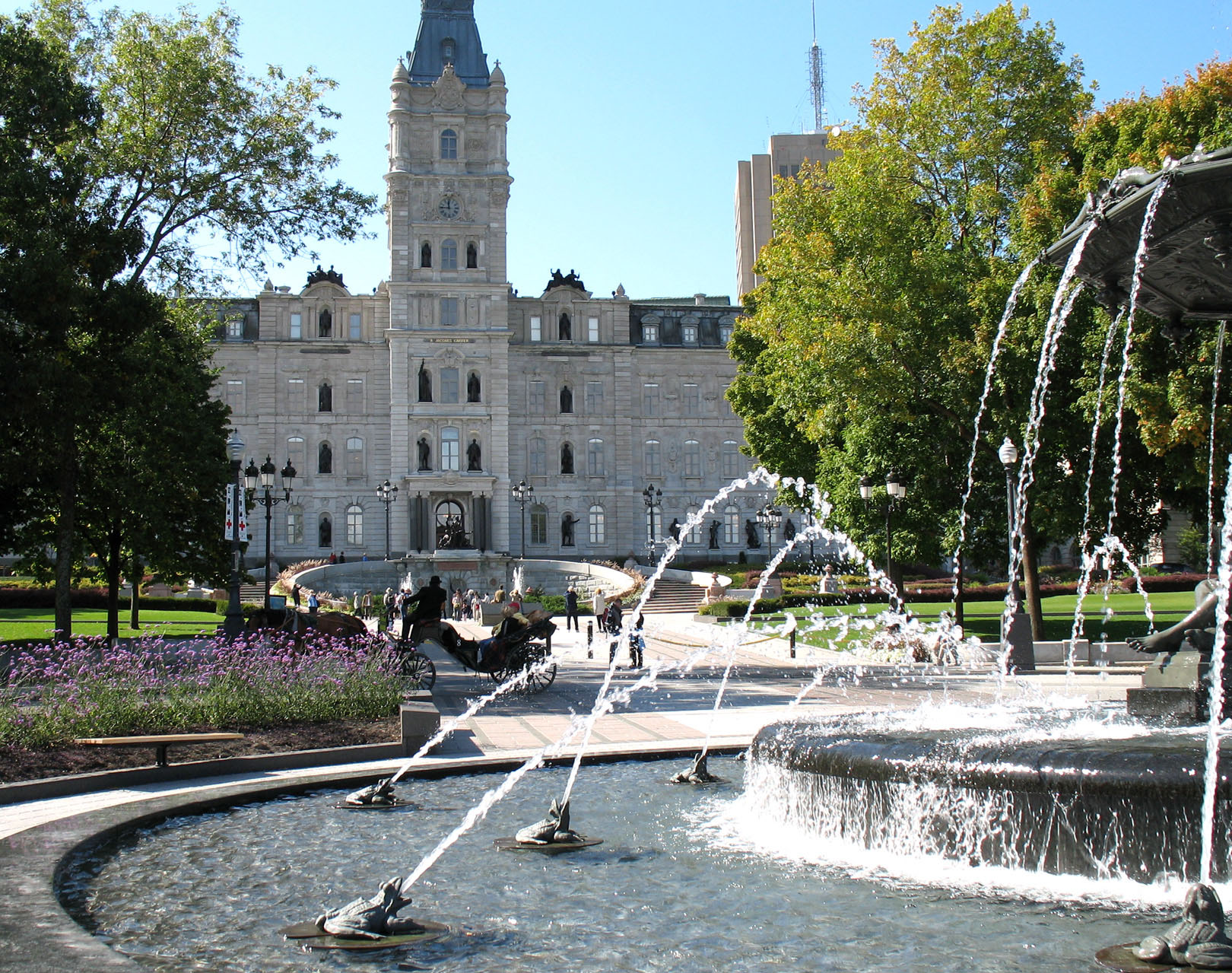
La fontaine de Tourny devant l'Hôtel du Parlement du Québec
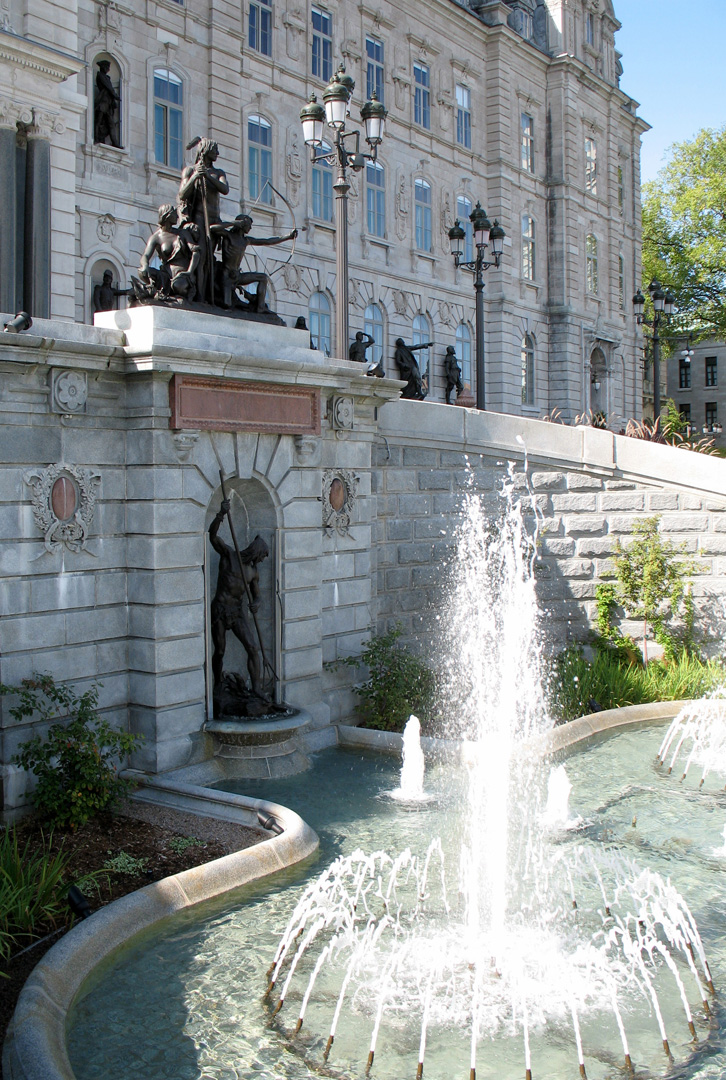
Fontaine de Louis-Philippe Hébert, autrefois à l'entrée du Parlement
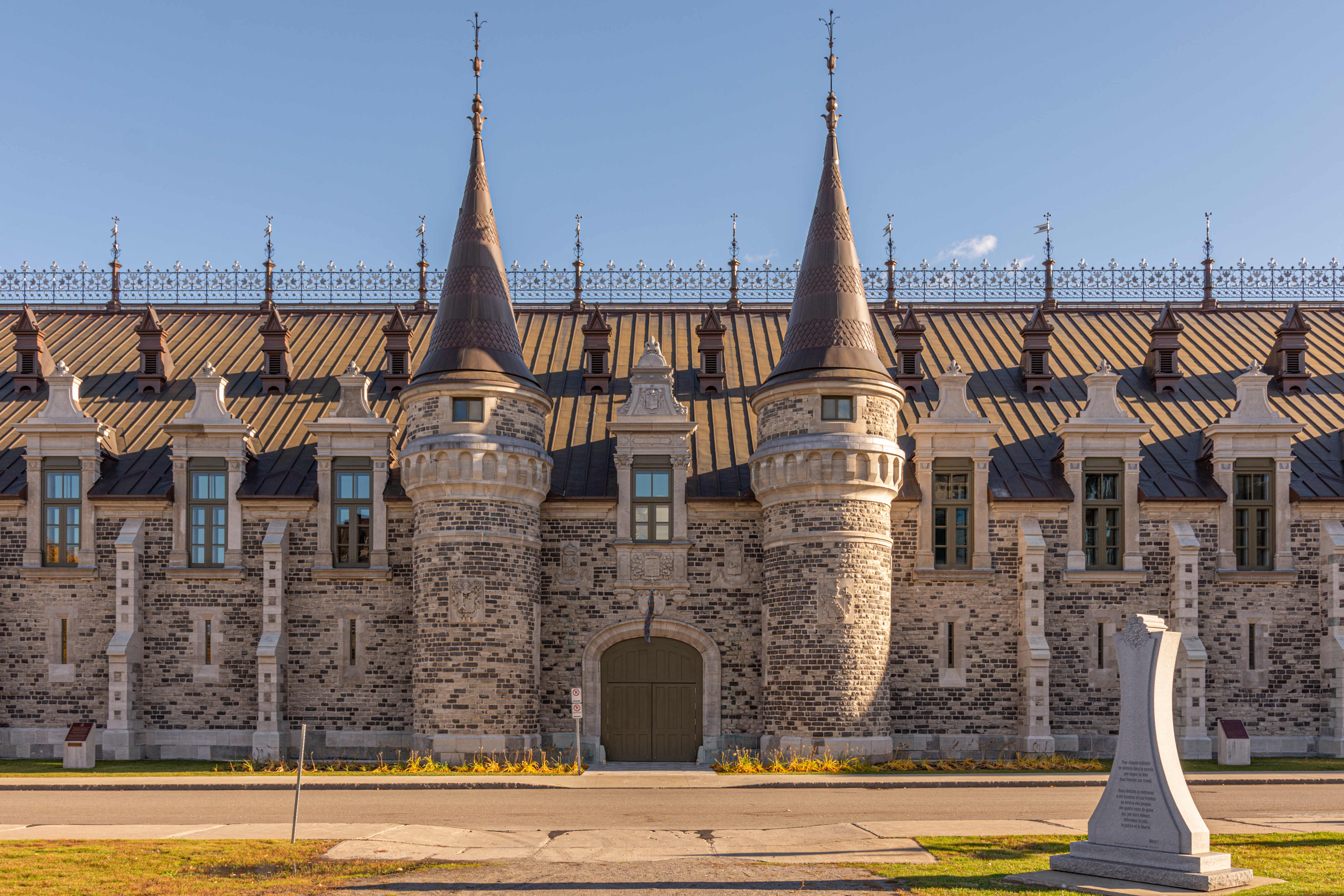
Manège militaire de Québec